# Dimidiochromis kiwinge
Dimidiochromis kiwinge är en fiskart som först beskrevs av Ahl 1926.  Dimidiochromis kiwinge ingår i släktet Dimidiochromis och familjen Cichlidae. IUCN kategoriserar arten globalt som livskraftig. Inga underarter finns listade i Catalogue of Life.